# 689
Évszázadok: 6. század – 7. század – 8. század
Évtizedek: 630-as évek – 640-es évek – 650-es évek – 660-as évek – 670-es évek – 680-as évek – 690-es évek – 700-as évek – 710-es évek – 720-as évek – 730-as évek
Évek: 684 – 685 – 686 – 687 –  688 – 689 – 690 – 691 – 692 – 693 – 694

## Események

### Európa
- II. Iusztinianosz bizánci császár befejezi balkáni hadjáratát, helyreállítja az összeköttetést Thesszalonikivel és a legyőzött trákiai szlávok egy részét Kis-Ázsiába telepíti át. Az itteni szlávok állítólag 30 ezer katonát szolgáltatnak a bizánci hadseregnek.
- Iusztinianosz és Abd al-Malik kalifa újabb szerződést köt; eszerint nem csak Ciprus, hanem Örményország és Ibéria jövedelme is megoszlik a két birodalom között és az Antiokheia-környéki hegyekből áttelepítenek 12 ezer harcias mardaita keresztényt Kis-Ázsia partvidékeire és a szigetekre (ahol később a császári flotta legénységét toborozták közülük). Ezenkívül az arabok névleges adót (ezer aranyat, egy lovat és egy rabszolgát) fizetnek Konstantinápolynak.
- Cunipert longobárd király visszaszerzi a főnemesség támogatását és a coronatei csatában legyőzi riválisát, a trónkövetelő Alahis bresciai herceget. Alahis maga is elesik a csatában.
- Meghal II. Grimoald beneventói herceg. Utóda öccse, I. Grisulf.
- Herstali Pippin majordomus legyőzi a Frank Birodalomtól függetlenedő Radbod fríz királyt és elcsatolja a mai Dél-Hollandiát.
- A zarándoklatra indult, súlyos beteg Cædwalla volt wessexi király megérkezik Rómába, ahol Sergius pápa megkereszteli és tíz nappal később meghal.
- Angliában Oswald hwiccei herceg megalapítja Pershore apátságát.

### Arab Kalifátus
- Abd al-Malik kalifa hadjáratot indít, hogy visszafoglalja Irakot Abdalláh ibn al-Zubajr mekkai ellenkalifától, de kénytelen visszafordulni, amikor hadvezére, Al-Asdak fellázad ellene és elfoglalja fővárosát, Damaszkuszt. A kalifa 16 napos ostrom után büntetlenség ígéretével visszafoglalja a várost, de ígérete ellenére személyen öli meg Al-Asdakot.

### Japán
- Dzsitó császárnő betiltja a szugoroku táblajátékot.

## Születések
- Szent Otmár, a St. Gallen-i apátság alapítója

## Halálozások
- április 20. – Cædwalla, wessexi király
- július 8. – Szent Kilián, ír hittérítő
- Alahis, longobárd király
- II. Grimoald, beneventói herceg

## Fordítás
- Ez a szócikk részben vagy egészben  a(z)   689 című angol Wikipédia-szócikk ezen változatának fordításán alapul.  Az eredeti cikk szerkesztőit annak laptörténete sorolja fel. Ez a jelzés csupán a megfogalmazás eredetét és a szerzői jogokat jelzi, nem szolgál a cikkben szereplő információk forrásmegjelöléseként.